# 修获武县
修获武县，中华民国时期旧县名。
太行抗日根据地设。1945年由河南省修武、获嘉、武陟县相邻地区析置。以三县首字为名。1948年撤销，仍归各县。